# Гурусеага, Гастон
Гасто́н Гурусеа́га Фагу́ндес (исп. Gastón Guruceaga Fagúndez; род. 15 марта 1995 года, Артигас, Уругвай) — уругвайский футболист баскского происхождения, вратарь клуба «Гуарани».

## Клубная карьера
Гурусеага — воспитанник клуба «Пеньяроль». В 2012 году Гастон был внесён в заявку на сезон и в первом же сезоне стал чемпионом страны, хотя не сыграл ни минуты. 16 августа 2015 года в матче против «Серро» он дебютировал в уругвайской Примере. В начале 2018 года Гурусеага на правах аренды перешёл парагвайский «Гуарани». 4 февраля в матче против «Соль де Америка» он дебютировал в парагвайской Примере.

## Международная карьера
В начале 2015 года Гурусеага в составе молодёжной сборной Уругвая стал бронзовым призёром домашнего молодёжном чемпионате Южной Америки. На турнире он сыграл в матчах против команд Чили, Перу, Парагвая, Аргентины, дважды Колумбии и Бразилии.
Летом того же года Гастон принял участие в молодёжном чемпионате мира в Новой Зеландии. На турнире он сыграл в матчах против сборных Сербии, Мексики, Мали и Бразилии.

## Достижения
Командные
 «Пеньяроль»
- Чемпион Уругвая — 2012/13 (на поле не выходил)
- Чемпион Уругвая — 2015/16

Международные
 Уругвай (до 20)
- молодёжного чемпионата Южной Америки — 2015